# Ikaalinen
Ikaalinen (schwedisch Ikalis) ist eine Kleinstadt in Westfinnland und der größte Kurort des Landes. Die Stadt ist einsprachig finnischsprachig. Sie liegt rund 50 km nordwestlich von Tampere an der Nationalstraße 3 nach Vaasa am Westufer des Sees Kyrösjärvi.

## Geschichte
Die Gemeinde Ikaalinen wurde als bereits im Jahr 1641 gegründet und umfasste die Dörfer westlich und nördlich des Kyrösjärvi. 1858 wurde der namensgebende Ort Ikaalinen als Marktflecken aus dem Gemeindeverband herausgelöst. Er war der erste Flecken dieser Art in ganz Finnland, entwickelte sich aber über die Jahre vor allem wegen der Konkurrenz der nahen Großstadt Tampere nur sehr zögerlich. Noch 1920 hatte der Flecken Ikaalinen nur rund 250, die Landgemeinde hingegen 12.500 Einwohner; erst 1972 wurden sie wieder zusammengeschlossen. 1977 erhielt die Gemeinde das Stadtrecht.
Die Badeanstalt wurde 1884 vom Kaufmann G. N. Eränen gegründet und hat sich bis heute zu einem beliebten Ferienziel entwickelt. Es ist Nordeuropas größtes Kurbad und gehört heute zur Rantasipi-Gruppe (Hotelkette). In den letzten Jahrzehnten haben sich auch einige Industriebetriebe in Ikaalinen angesiedelt, unter anderem der Getriebeteilehersteller Katsa und der Minigrip-Druckverschlussbeutelhersteller Suominen. 1982 wurde der Nationalpark Seitseminen gegründet, an dem Ikaalinen im Norden seiner Gemarkung Anteil hat.
Ikaalinen ist Teil der historischen Landschaft Satakunta und zählte bis 1997 zum Lääni Turku und Pori (Turun ja Porin lääni). Erst mit der finnischen Verwaltungsreform von 1997 wurde die Stadt der Landschaft Pirkanmaa zugeschlagen.

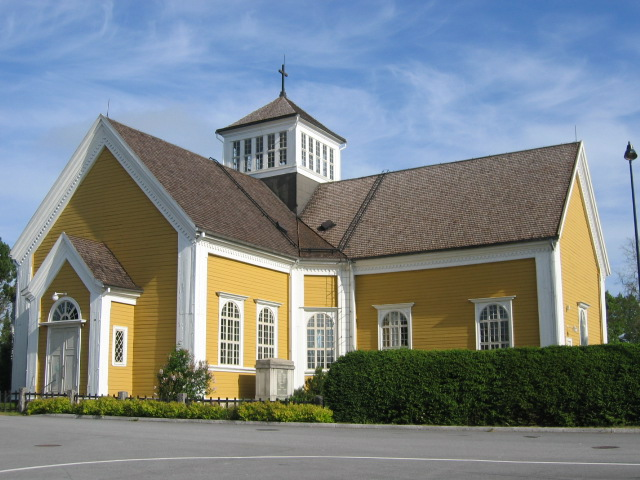
Ikaalinen Kirche

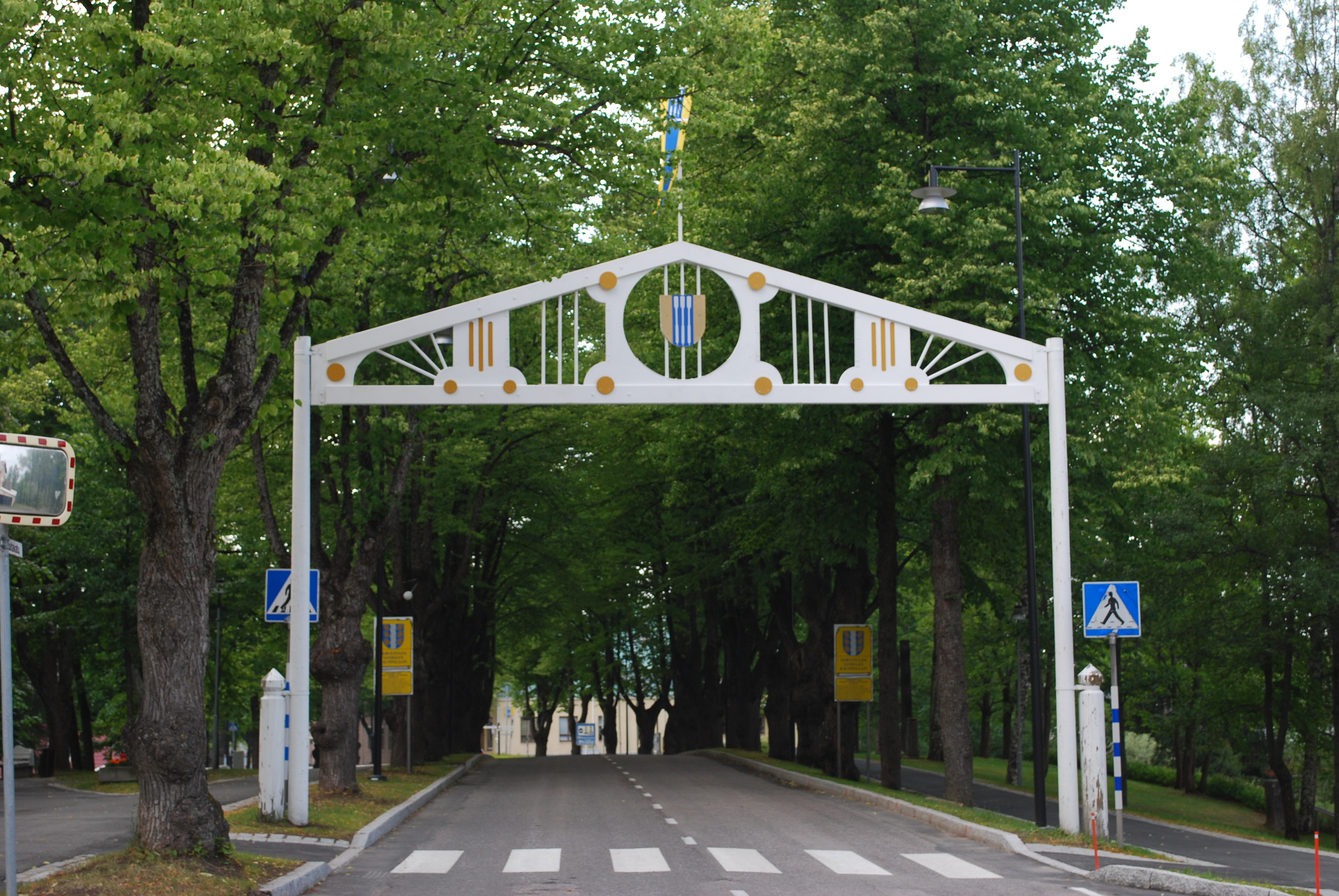
Wanhakauppala's Pforte

## Medien
In Ikaalinen erscheint zweimal wöchentlich die Lokalzeitung Pohjois-Satakunta mit einer Auflage von rund 6.000 Exemplaren. Die Stadt ist zudem Sitz des Radiosenders Sun FM (bis 2005 Radio Satahäme).

## Ortsteile
Zur Gemeinde Ikaalinen gehören neben dem namensgebenden Hauptort folgende Dörfer:
Haapimaa, Heinistö, Heittola, Helle, Höytölä, Isoröyhiö, Jauhokuononmaa, Juhtimäki, Jylli, Kallionkieli, Kalmaankylä, Karhoinen, Karttu, Kiiala, Kilvakkala, Kolkko, Kovelahti, Kurkela, Leutola, Luhalahti, Läykkälä, Miettinen, Myllykarttu, Niemi, Riitiala, Sammi, Sarkkila, Saukko, Sisättö, Sikuri, Sipsiö, Tevaniemi, Varessalmi, Vatsiainen, Vatula, Vehuvarpe, Viljala, Vähäröyhiö, Välikylä.

## Bilder

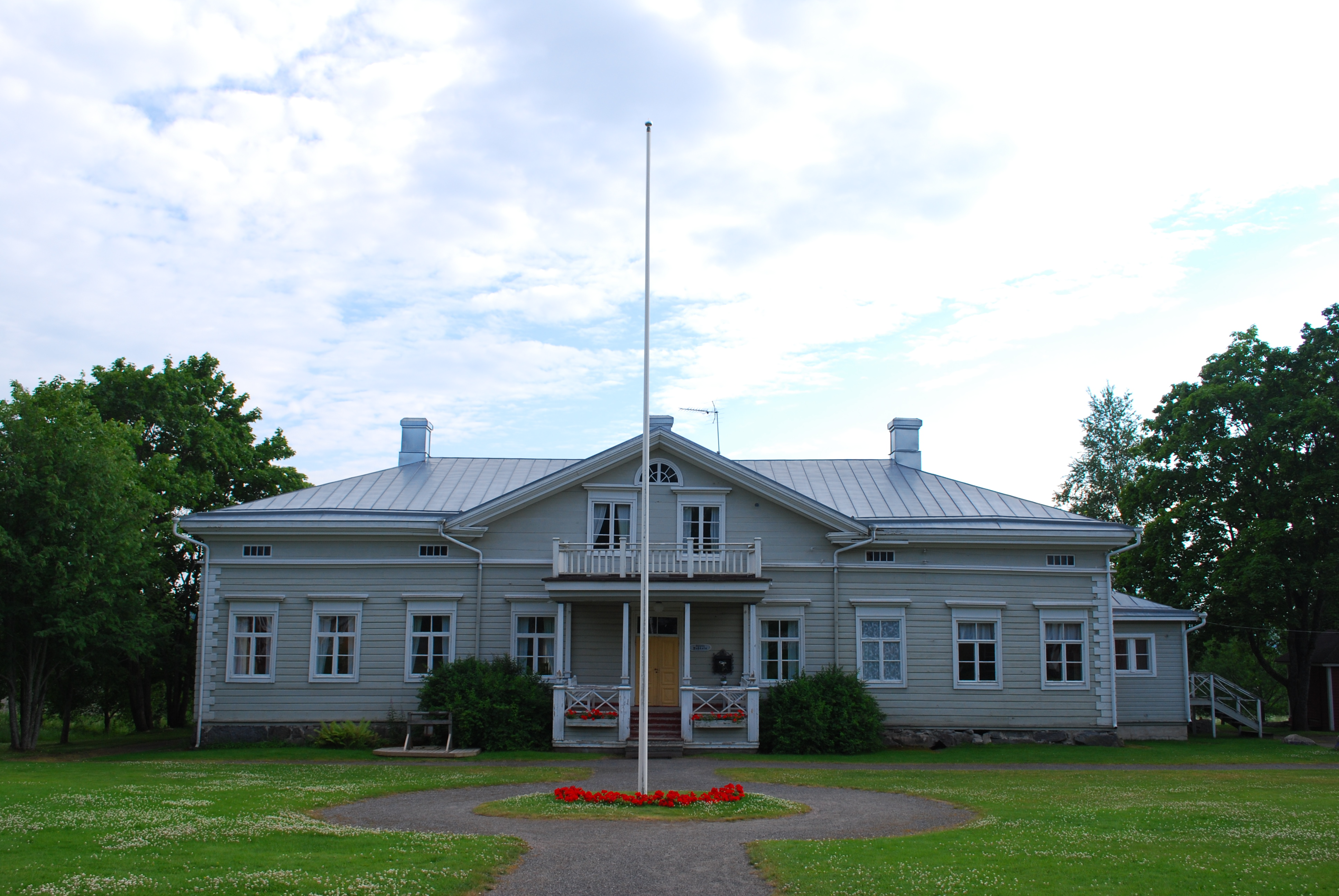
Rahkola
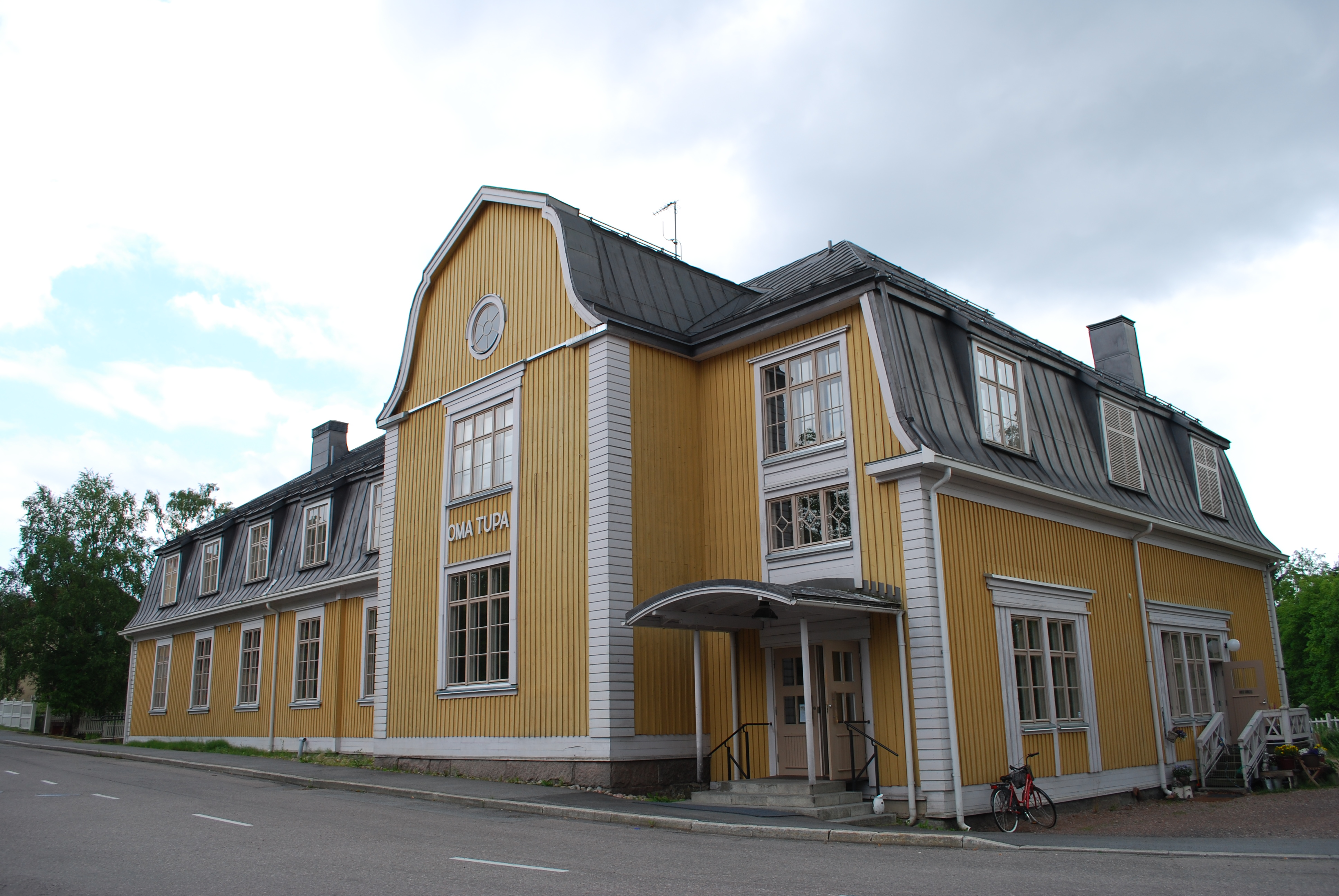
Oma tupa
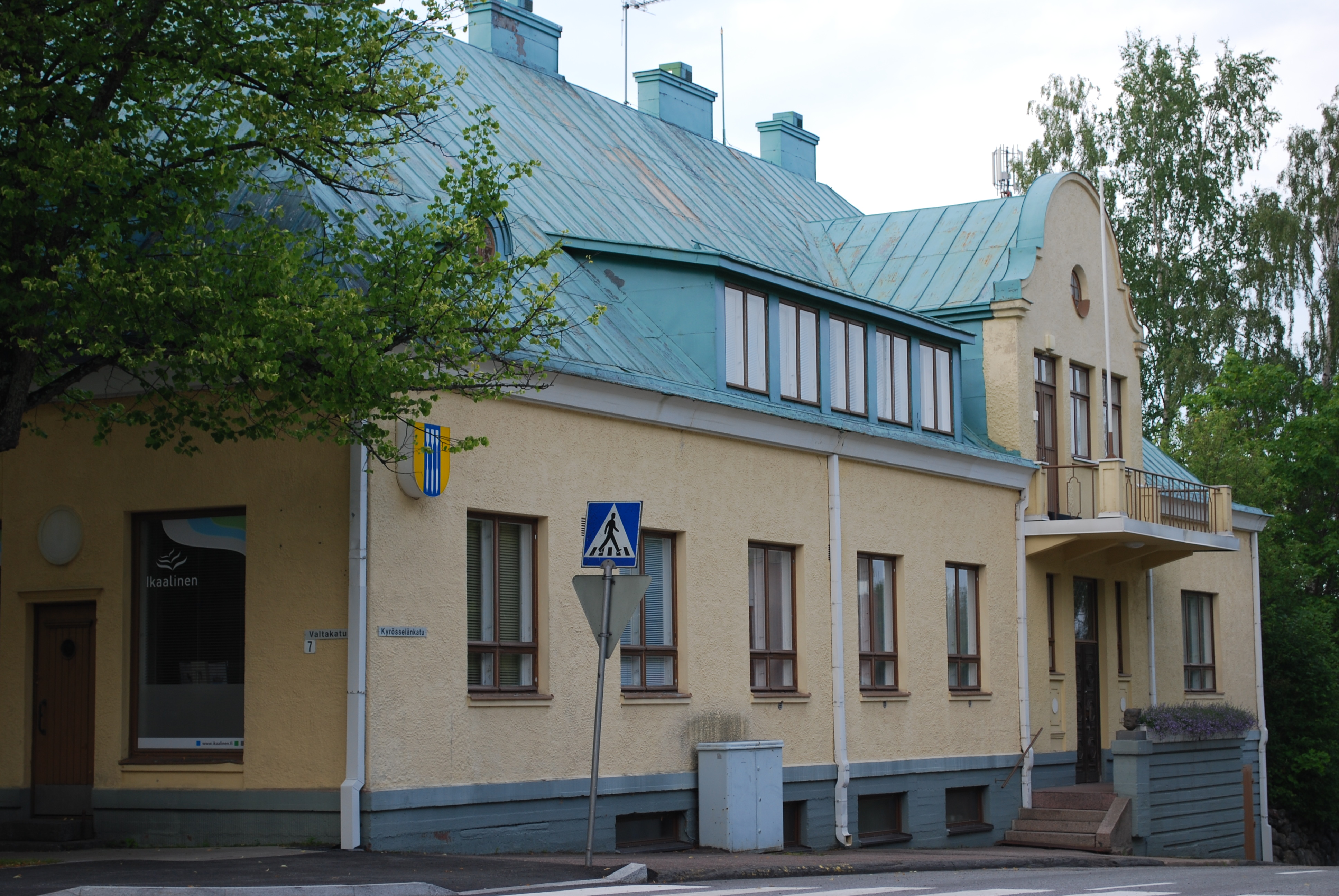
Ikaalinen Rathaus
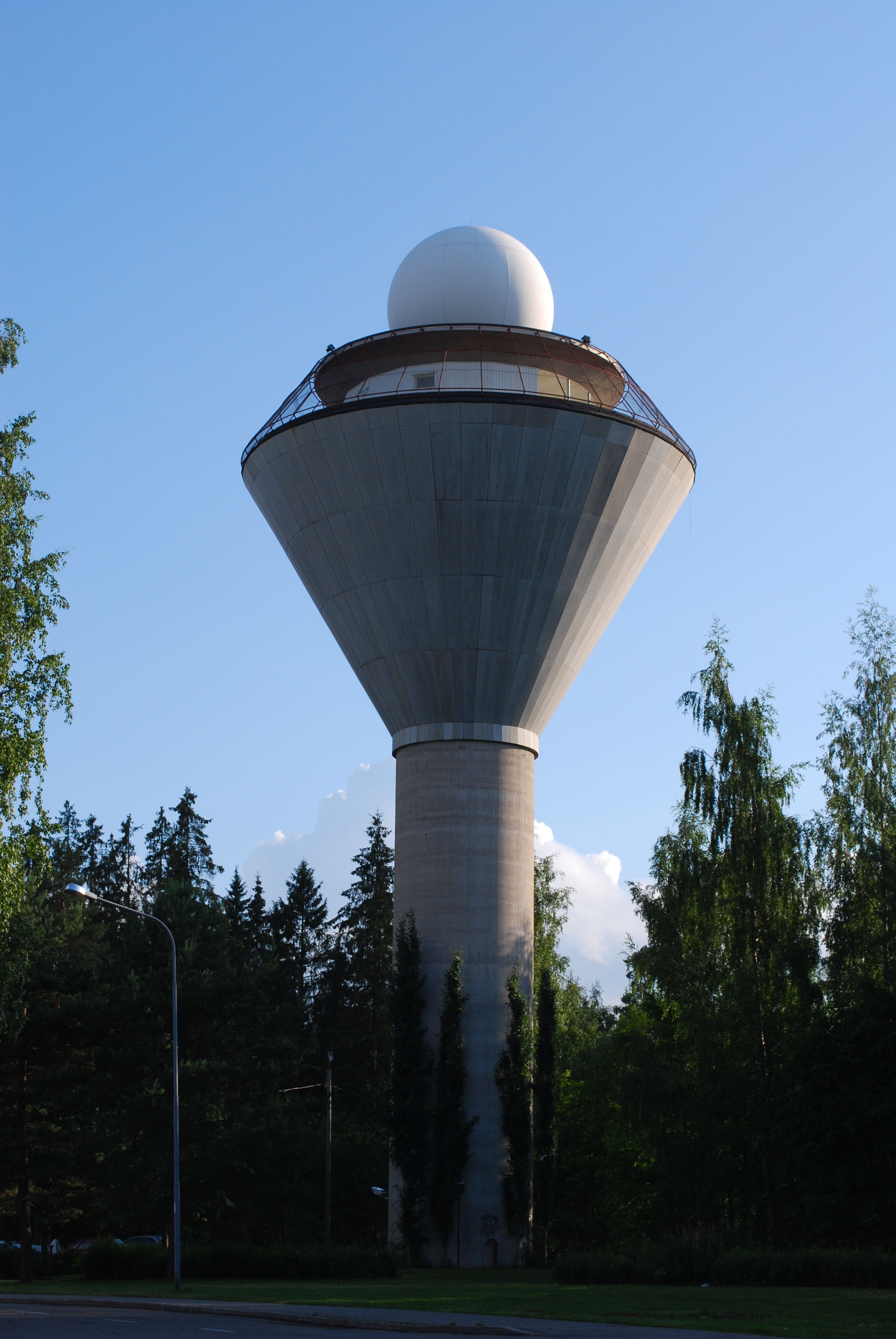
Der Wasserturm ist ein Wahrzeichen der Stadt.
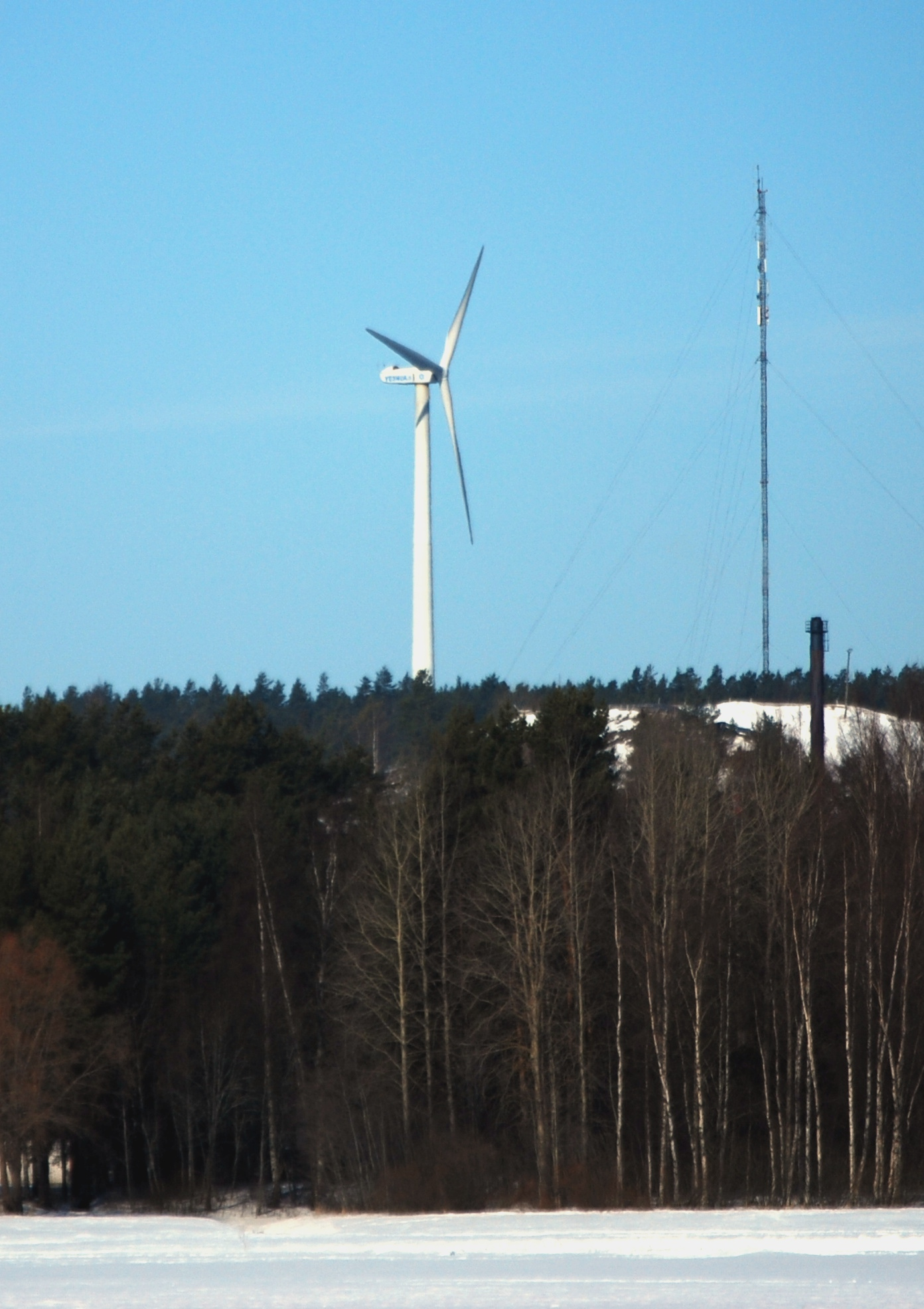
Im Jahre 2011 kam das Windrad. Steht an der Reichsstrasse 3
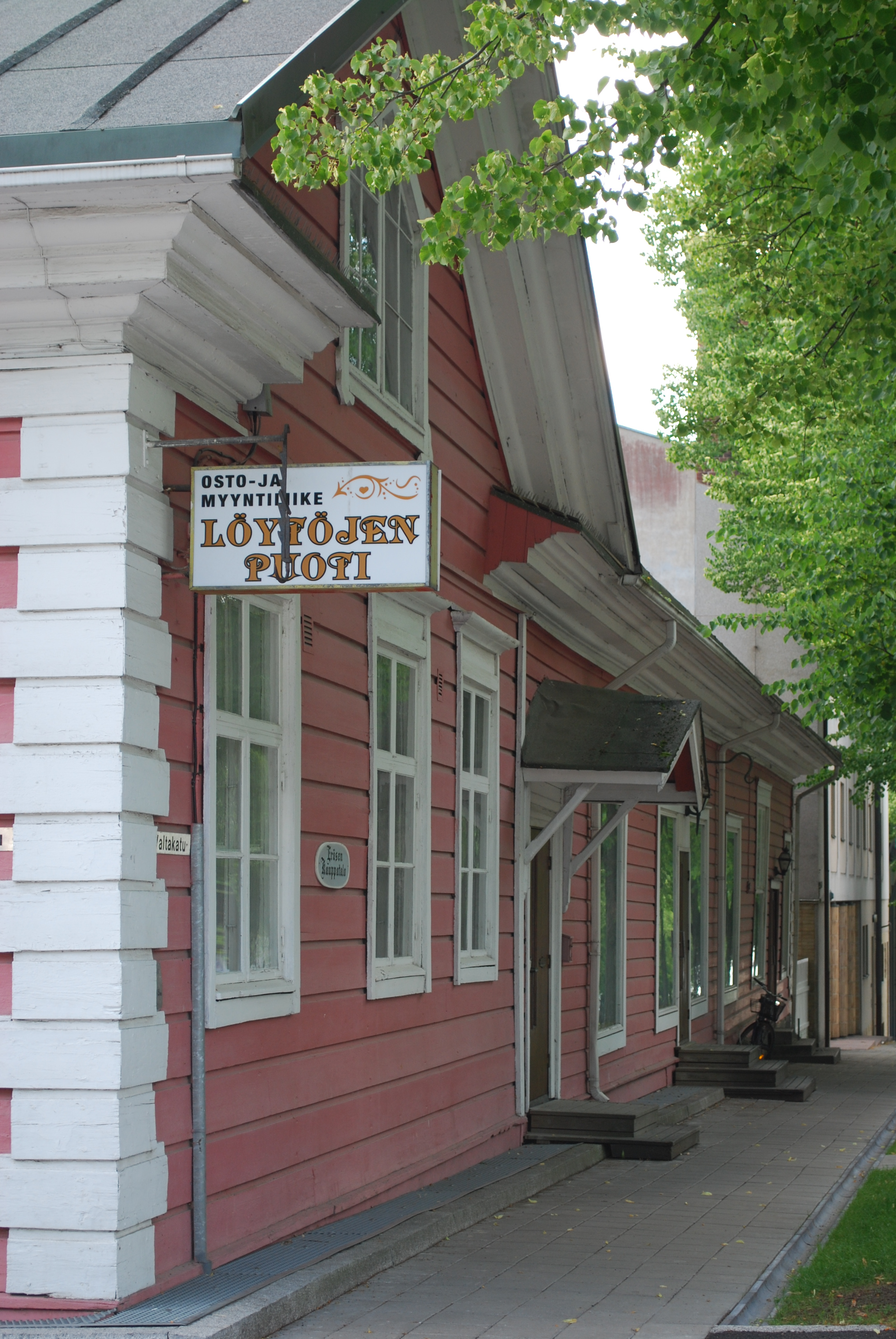
Altes Gebäude der Familie Eränen im Herzen des Marktfleckens. Heute ein Antiquitätengeschäft.
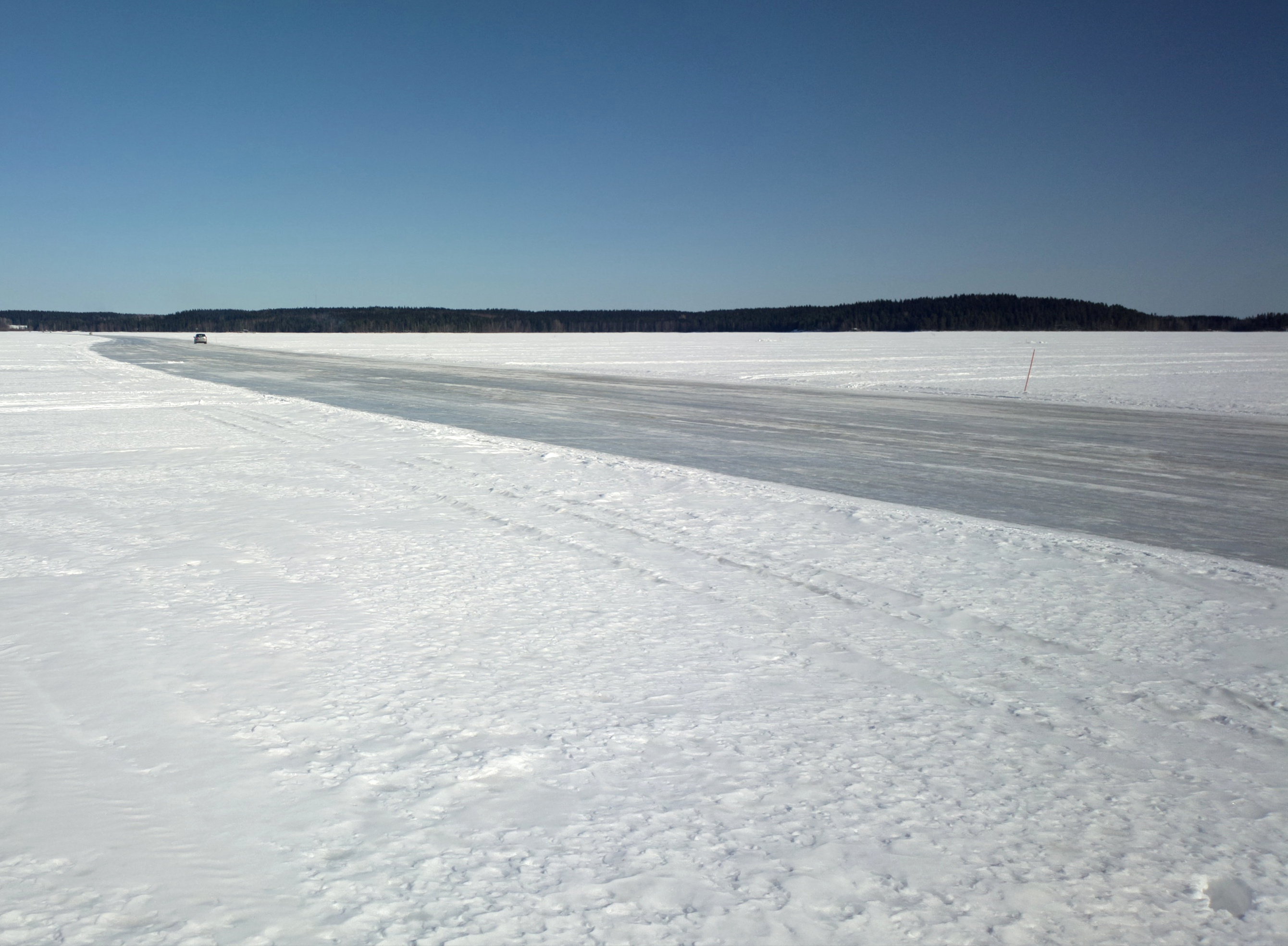
Eisstrasse auf dem Kyrösjärvi
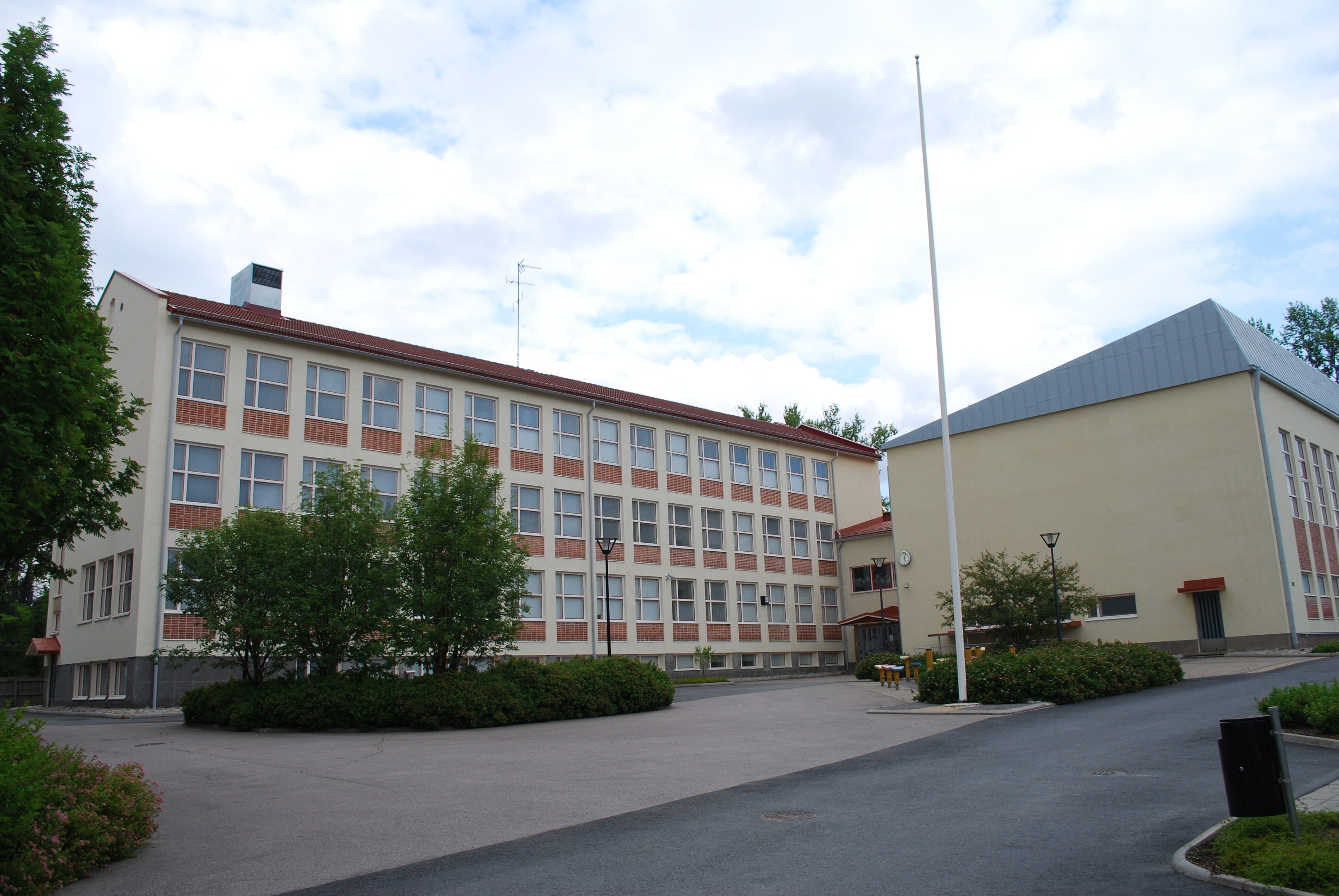
Oberschule in Ikaalinen
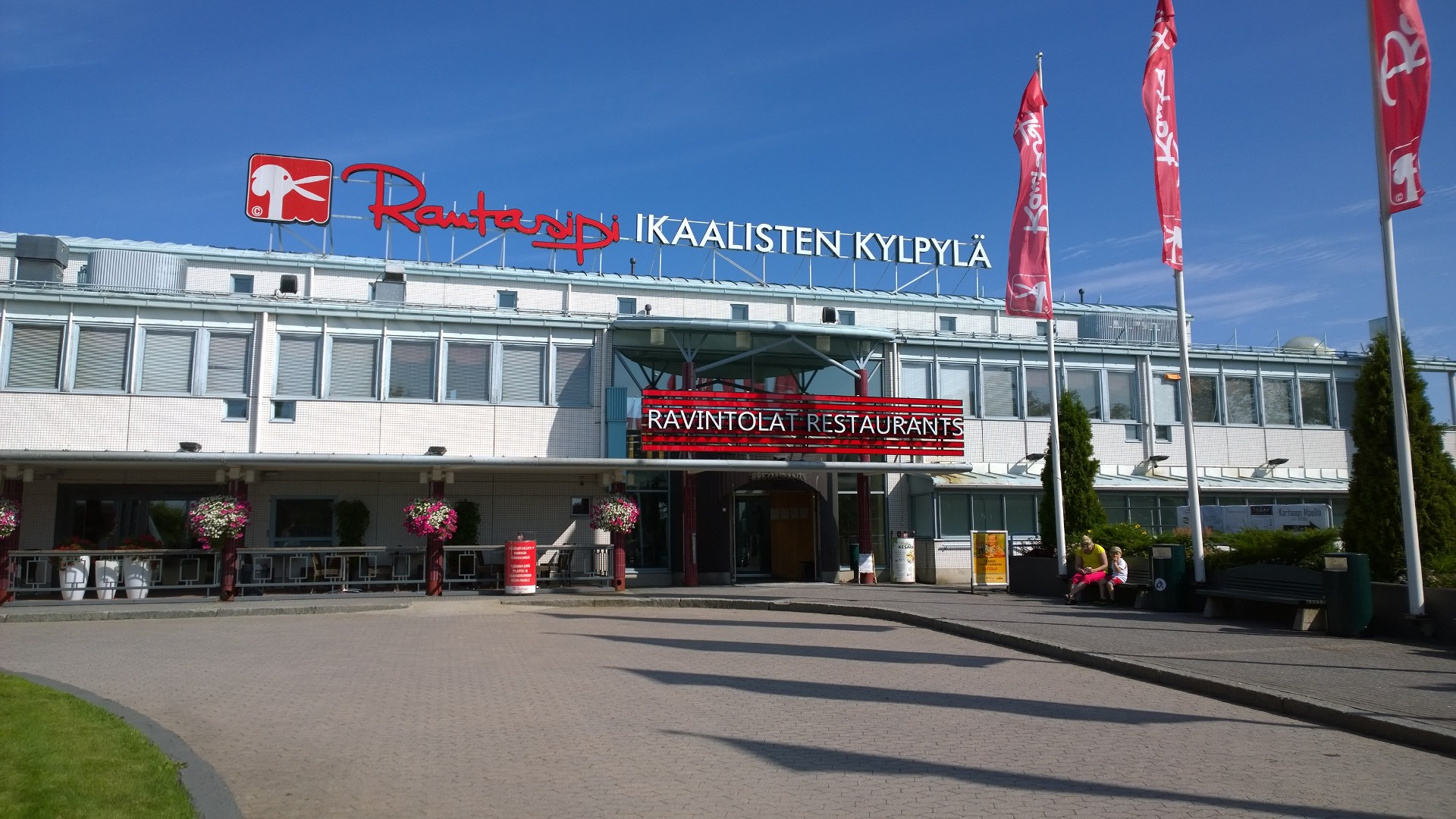
Ikaalinen Kurbad

## Städtepartnerschaften
- Ljusdal (Schweden)
- Tynset (Norwegen)
- Landkreis Stade (Deutschland)
- Palamuse (Estland)
- Gagra (Georgien)

## Söhne und Töchter
- Oskar Kasimirowitsch Grippenberg (1838–1916), russischer General
- Matti Pitkänen (* 1951), Skilangläufer
- Krista Pärmäkoski (* 1990), Skilangläuferin
- Reetta Hurske (* 1995), Hürdenläuferin
- Samuli Samuelsson (* 1995), Sprinter